# Distretto di Kirehe
Il distretto di Kirehe è un distretto (akarere) del Ruanda, parte della Provincia Orientale con capoluogo Kirehe.
Il distretto si compone di 12 settori (imirenge):
- Gahara
- Gatore
- Kigarama
- Kigina
- Kirehe
- Mahama
- Mpanga
- Musaza
- Mushikiri
- Nasho
- Nyamugari
- Nyarubuye